# Прудки (Калининградская область)
Прудки (до 1946 года Кнаутен, нем. Knauten) — посёлок в Багратионовском районе Калининградской области. Входит в состав муниципального образования сельское поселение Гвардейское.

## История
С 1324 года является укреплённым орденским поселением, в XVI веке соорудили большой дворец, окружённый парком с вымощенными дорожками и прудом.
В 1460-х годах Даниэль Кунхайм получил от Тевтонского ордена надел земли в Кнаутене.
В 1946 году Кнаутен был переименован в Прудки.

## Знаменитые люди
Кунхайм Даниэль фон (1430 — 1507) — дворянин из Лотарингии.
Кунхайм Маргарита фон (1534 — 1570) — дочь церковного реформатора Мартина Лютера.
Хенненбергер Каспар (1529 — 29 февраля 1600) — пастор, составитель первой карты Пруссии.

## Население
| 2002 | 2010 |
| ---- | ---- |
| 91   | ↘61  |

В 1910 году проживало 396 человек.